# パナテナイア祭
パナテナイア祭（希: Παναθήναια, Panathēnaia, パナテーナイア）とは、古代ギリシアのアテナイで行われていた最大の祭典。「全（pan）アテナイの（athenaia）（祭り）」の意で、アクロポリスのエレクテイオンに祀られたアテーナーに捧げられた祭典。語義的に分かりやすく弁別してパンアテナイア祭とも言う。
アッティカ暦のヘカトンバイオン月の 28日（グレゴリオ暦で7-8月ころ）前後4日に、豪華な行進（行列）、羊・牛などの犠牲式（供儀）、競技会などが行われ、刺繍された聖衣ペプロスが車輪のついた船の帆柱に掲げられて運ばれ、女神に奉献された。4年に1度の大パナテナイア祭と、毎年の小パナテナイア祭に分かれる。